# Owcze Skały

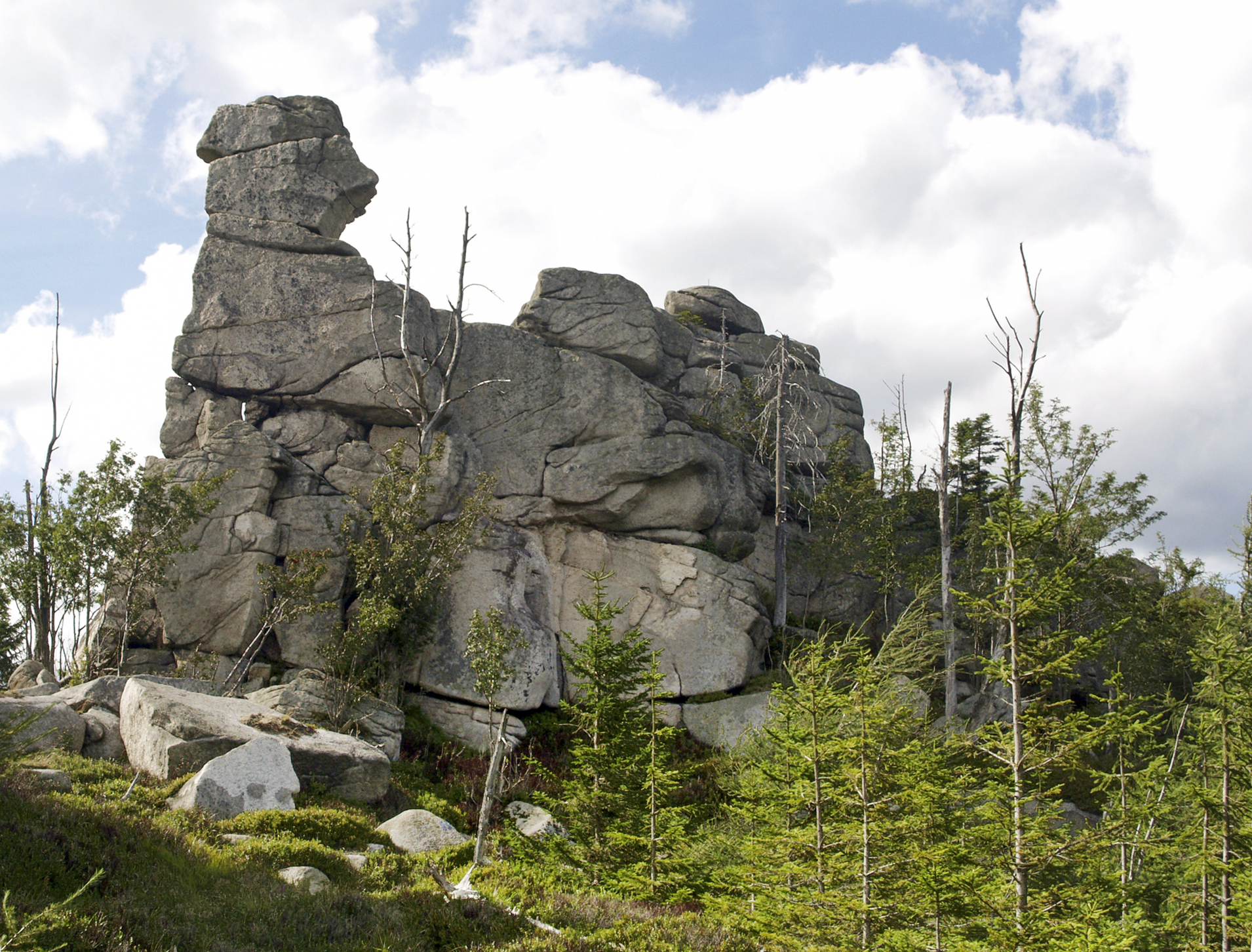
Fragment skał

Owcze Skały (niem. Marienfels, Mariafeks) – grupa granitowych skałek w Sudetach Zachodnich, w paśmie Karkonoszy, na północny zachód od Rozdroża pod Przedziałem.
Jest to duże zgrupowanie skałek, składające się z kilku granitowych ostańców o wysokości dochodzącej do 20 m. Położone na wysokości około 1041 m n.p.m.
Można tu obserwować spękania biegnące w trzech kierunkach oraz nieregularne (cios granitowy).

## Turystyka
Poniżej skałek przechodzi szlak turystyczny:
- zielony – prowadzący z Jakuszyc na Halę Szrenicką

Skałki stanowią punkt widokowy, z którego roztacza się panorama na Góry Izerskie.